# Olijfrugmuisspecht
De olijfrugmuisspecht (Xiphorhynchus triangularis) is een zangvogel uit de familie Furnariidae (ovenvogels).

## Verspreiding en leefgebied
Deze soort komt voor van Venezuela tot Bolivia en telt vier ondersoorten:
- X. t. triangularis: van Colombia en westelijk Venezuela tot oostelijk Ecuador en noordelijk Peru.
- X. t. hylodromus: noordelijk Venezuela.
- X. t. intermedius: centraal Peru.
- X. t. bangsi: van zuidoostelijk Peru tot centraal Bolivia.

## Status
De grootte van de populatie is niet gekwantificeerd maar de soort wordt omschreven als vrij algemeen. Op de Rode lijst van de IUCN heeft deze soort de status niet bedreigd.